# Pima (Arizona)
Pima – miasto w Stanach Zjednoczonych, w stanie Arizona, w hrabstwie Graham.